# Гуліч Володимир Антонович
Володимир Антоновіч Гуліч (нар. 25 травня 1958, Туапсе Краснодарський край) — У 1990 закінчив Львівський Державний Інститут декоративно-прикладного мистецтва, зараз Львівська Національна Академія Мистецтв. Е співзасновником Спілки дослідників Сучасного Мистецтва, Сімпозіума сучасного мистецтва Бірючій. Живописець, графік, куратор, створює інсталяції. Живе в Україні.

## Проекти співпраці
- 2019 Kyiv art week у співпраці з Галерея "Бункермуз" та Ігор Мамус, з групой Артзебс у світловому перфомансі на костел Святого Миколая
- 2018 Київський фестиваль світла, журі у VJ- чемпіонаті
- 2017 Берлінський фестиваль світла Дворец Бельвю, у складі Артзебс
- 2017 LPM, маппинг Артзебс перфоманс Амстердам
- 2017 Kiev Light Fest “Думка про Дніпро» Київ, з Настя Лойко
- 2017 Contemporary LOVE, Zenko foundation, Ю.Нужина Київ
- 2015-2016 «I: O Helikon art center» Стамбул, Туреччина, Орхан Озчалик
- 2014 Міжнародний проект «Бірючій 004 - 016», Запоріжжя
- 2013 «Сила ІТ». Музей «Духовні скарби України» Київ
- 2012 «100 українських художників. Галерея Совіарт, Київ
- 2010 «Куяльник» експедиції, ARTZEBS, Одеса
- 2008 АРТ-Київ, Український Дім, Київ
- 2005 «Діти Йозефа Бойса», спільно з А. Федірко та P. Havinskiy, міжнародний арт - проект, Запоріжжя, Львів, Краків, Київ
- 2002 «Кисельні берега. Любовь, похожая на «Song», український арт - фестиваль «Культурний герой», Харків, Київ
- 2000 «Таємна вечеря-2000» Програма Ради Європи, Галерея Київ, Краків, Чернівці

## Кураторські проекти
- 2018 «Океан Пластик» живопис, відео, об’єкти Американський Дім Київ
- 2017 «Башта Гулича» живопис Запоріжжя
- 2017  «Пападокія. Експедиція. Артефакти.» Educatorium Київ
- 2016  «Територія волі» Вена Австрія
- 2016  «Ріка – Море» Запорізькій художній музей
- 2014  «Окуповані мистецтвом» Зал НСХУ Тернопіль, Харків, Ермілов Центр.
- 2013  Симпозіум «Куди ведуть лози?» Равелін св. Михайла Севастополь
- 2013  Міжнародний проект «Бірючій 006 - 013», Запоріжжя
- 2012  Contemporary art Kyiv, спеціальний проект «Бірючій»
- 2010  «Реалізм Антона Гуліча» Запорізькій художній музей
- 2010  «Куяльник - рентген» Друга Одеська Бієнале, Одеса.
- 2008 «8 Artzebs», НСХУ Запоріжжя
- 2008 «Живописні експерименти» НСХУ Запоріжжя
- 1996 «Софіївка - 200», міжнародний художній проект Черкаській, Запорізькій художні музеї, галерея Лавра, Київ
- 1994 «Хортиця-94», міжнародний пленер, куратор, Запоріжжя, Київ